# ماسک عروس
ماسک عروس (انگلیسی: Bridal Mask; کره‌ای: 각시탈) یک مجموعهٔ تلویزیونی کره جنوبی سال ۲۰۱۲ در ژانر درام تاریخی بر پایهٔ مانهوای مشهور کره‌ای اثر هو یونگ مان است. این مجموعه در سئول، کره، دوران استعمار ژاپن بر کره واقع شده‌است و داستان یک پلیس کره‌ای به نام لی کانگ تو را بازگو می‌کند که به دستور پلیس ژاپن مأمور شده تا به کشور خود خیانت کند و همچنین به ژاپنی‌ها در سرکوب شورش کره‌ای‌ها کمک کند. در این مجموعه جو وون و جین سه یون بازی کردند.

## بازیگران

### اصلی
- جو وون در نقش لی کانگ تو / ساتو هیروشی / لی یونگ (نام دوران کودکی)[۱][۲]
- جین سه یون در نقش اوه موک دان / استر / بون یی (نام دوران کودکی)
- پارک کی وونگ در نقش کیمورا شونجی
- هان چه آه در نقش یوئه‌نو ری / لارا / چه هونگ جو[۳]
- شین هیون-جون در نقش لی کانگ-سان/لی این (نام دوران کودکی)[۴]